# Herb gminy Brody (województwo świętokrzyskie)
Herb gminy Brody – symbol gminy Brody, ustanowiony 23 czerwca 1997.

## Wygląd i symbolika
Herb przedstawia na tarczy dzielonej w pas w polu górnym białym trzy zielone świerki (symbol lasów gminy), natomiast w polu dolnym niebieskim, nawiązującym do Zalewu Brodzkiego, kamienny przelew na Kamiennej, pochodzący z 1840. 